# Юстус Шаровскі
Юстус Шаровскі (нім. Justus Scharowsky, 13 серпня 1980) — німецький хокеїст на траві.
Бронзовий призер Олімпійських Ігор 2004 року.
Бронзовий призер Чемпіонату Європи 2005 року.
Переможець Трофею чемпіонів 2007 року.
Срібний призер Трофею чемпіонів 2002, 2006 років.